# Free Radicals, une histoire du cinéma expérimental
Pour plus de détails, voir Fiche technique et Distribution.
Free Radicals, une histoire du cinéma expérimental est un documentaire français réalisé par Pip Chodorov, produit en 2010 et sorti en France en 2012.

## Présentation
Bien que traitant du cinéma expérimental, Free Radicals est un documentaire de forme classique et à visée plutôt didactique pour faire découvrir ce genre au plus grand nombre. Il se concentre sur quelques figures et œuvres majeures entre les années 1920 et les années 1970, sans prétendre à une impossible exhaustivité dans les courants et les artistes.
Il s'organise autour de trois axes :
- la découverte du cinéma expérimental par le réalisateur, qui a baigné dans ce milieu depuis son enfance (son père, Stephan Chodorov, était un journaliste de télévision spécialiste genre, son grand-père travaillait à Hollywood)[2] ;
- quatre courts-métrages majeurs de l'histoire du genre, du précurseur Rhythmus 21 (Hans Richter, 1921) à Free Radicals (Len Lye, 1958–1979) ;
- des entretiens avec des grandes figures : Jonas Mekas, Stan Brakhage, Robert Breer, Ken Jacobs, Peter Kubelka et Maurice Lemaître, ainsi que des images d'archives de Hans Richter, Len Lye, etc.

## Festivals
- 2011 : L'Europe autour de l'Europe, sélectionné dans la catégorie « Documentaire »
- 2011 : Festival du film de Londres, sélectionné dans la catégorie « Experimenta »